# 西藤インターチェンジ
西藤インターチェンジ（にしふじインターチェンジ）は、広島県尾道市西藤町の国道2号松永道路（尾道福山自動車道）上にあるインターチェンジである。本ICの案内標識には数少ない「尾道福山道」の記載が見られる。

## 接続道路
- 広島県道54号福山尾道線

## 沿革
- 1987年（昭和62年）6月27日 本インターチェンジ以西の松永道路が供用を開始する。但し、福山市高西町1丁目・三成分かれ交差点～本インターチェンジ間の広島県道54号福山尾道線の改良が沿線住民の反対で進まなかったことから松永道路への大型車進入禁止規制が設定された。
- 1990年（平成2年）12月15日 本インターチェンジ以東の松永道路が供用を開始し、松永道路が全線開通する。この時をもって松永道路の大型車進入禁止規制も解除される。
- 1999年（平成11年）3月 今津ランプ以西の松永道路の上下4車線化が完成する。

## 周辺
- 藤井川（松永湾に注ぎ込む二級河川）
- 中国運輸局広島運輸支局福山検査登録事務所
- 軽自動車検査協会広島主管事務所福山支所

## 隣
松永道路（E76 尾道福山自動車道）
福山西IC - 西藤IC - 高須IC・西瀬戸尾道IC